# Krisztián Németh (1989)
Krisztián Németh (* 5. ledna 1989 Győr) je maďarský profesionální fotbalista, který hraje na pozici útočníka za maďarský klub MTK Budapešť. Mezi lety 2010 a 2019 odehrál také 37 utkání v dresu maďarské reprezentace, ve kterých vstřelil 4 branky.

## Reprezentační kariéra
Németh byl členem maďarských mládežnických výběrů. V roce 2006 se zúčastnil Mistrovství Evropy do 17 let v Lucembursku.
V roce 2009 se zúčastnil Mistrovství světa do 20 let v Egyptu, kde Maďarsko obsadilo třetí místo.

### A-mužstvo
V A-mužstvu Maďarska debutoval 29. 5. 2010 v přátelském zápase v Budapešti proti reprezentaci Německa (prohra 0:3).

10. září 2013 se jedním gólem v domácím kvalifikačním utkání proti Estonsku podílel na vysoké výhře 5:1, Maďarsko drželo dva zápasy před koncem kvalifikace druhou příčku základní skupiny D, která dávala velké šance na postup do baráže na Mistrovství světa 2014 v Brazílii. Maďaři se nicméně na světový šampionát neprobojovali.
S maďarským národním týmem slavil v listopadu 2015 postup z baráže na EURO 2016 ve Francii. Německý trenér maďarského národního týmu Bernd Storck jej zařadil do závěrečné 23členné nominace na EURO 2016 ve Francii. Maďaři se ziskem 5 bodů vyhráli základní skupinu F. V osmifinále proti Belgii se po porážce 0:4 rozloučili s turnajem.